# The Daily News (Regno Unito)

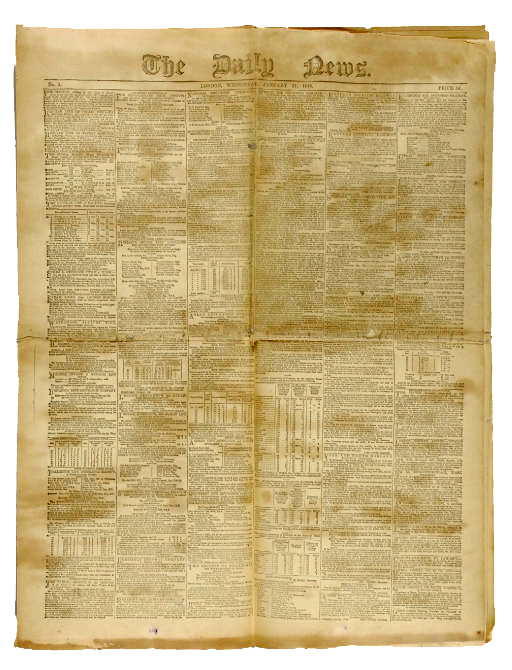
Un'antica copia del Daily News (1858).

The Daily News è stato un quotidiano nazionale britannico in vita dal 1846 al 1930.
Fu fondato da Charles Dickens, che ne fu anche il primo direttore. Fu concepito come antagonista radicale al quotidiano di destra Morning Chronicle. Il Daily News non fu però un successo commerciale. Dickens pubblicò 17 numeri, prima di passare il testimone all'amico John Foster, il quale ne fu il direttore fino al 1870.
Charles Mackay, Harriet Martineau, George Bernard Shaw e H. G. Wells furono i principali scrittori riformisti che collaborarono al giornale nei suoi tempi d'oro. Tra i collaboratori vi fu anche il giornalista e patriota italiano Ferdinando Petruccelli della Gattina.
Nel 1870, il  Daily News si fuse con il Morning Post.